# Massimo Podenzana
Massimo Podenzana (* 29. Juli 1961 in La Spezia) ist ein ehemaliger italienischer Radrennfahrer und heutiger Sportlicher Leiter.
Als Amateur hatte Massimo Podenzana vor allem Erfolge im Mannschaftszeitfahren. Bei den UCI-Straßen-Weltmeisterschaften 1985 in Giavera del Montello belegte er mit dem italienischen Team Rang drei. Im Jahr darauf wurde er in Colorado Springs mit dem italienischen Team Vize-Weltmeister und gewann den Giro della Valli Aretini.
Von 1987 bis 2001 war Podenzana Profi. 1993 und 1994 wurde er italienischer Meister im Straßenrennen. 1993 gewann er den Gran Premio Città di Camaiore, 1994 den Trofeo Melinda und 1995 den Giro della Toscana. Fünfmal startete er bei der Tour de France; 1996 gewann er die 15. Etappe. Beim Giro d’Italia 1994 wurde er Siebter der Gesamtwertung.
Nach Beendigung seiner Karriere als aktiver Radsportler wurde Massimo Podenzana Sportlicher Leiter u. a. bei Mercatone Uno, dem Team, bei dem er zuletzt gefahren war, sowie bei Ceramica Flaminia. Seit 2011 ist er Sportlicher Leiter des Teams Type 1-Sanofi Aventis.